# Сіонъ Рускій
«Сіонъ Рускій» (з 1872 р. — «Рускій Сіонъ», 1880–1882 — «Галицкій Сіонъ») — український греко-католицький двотижневик, орган Львівської архієпархії УГКЦ.

## Історія
Часопис виходив у Львові 1871–1885 р. з ініціативи і за головного редактора о. Сильвестра Сембратовича (до 1879 р.; у співредакторстві оо. Юліяна Пелеша, Йосифа Мільницького, Климентія Сарницького, Олексія Торонського та ін.), згодом: Йосифа Мільницького, Олександра Бачинського, Івана Бартошевського.
В «Сіоні Руському» публікувалися статті з богослов'я, церковної історії і права, біблійних наук, а також проповіді і статті на різні теми. «Сіон Руський» видавався етимологічним правописом, народною мовою з деякими церковно-слов'янізмами.